# Момо (футболист)
Херонимо Фигероа Кабрера (исп. Jerónimo Figueroa Cabrera; 15 июля 1982 года, Лас-Пальмас-де-Гран-Канария), более известный как Момо (исп. Momo) — испанский футболист, полузащитник.

## Биография
Момо — воспитанник клуба «Лас-Пальмас». С 2001 по 2003 год выступал за «Лас-Пальмас Атлетико», резервную команду клуба. 2 февраля 2003 года дебютировал в Сегунде в гостевом матче «Лас-Пальмаса» против «Эльче», выйдя на замену на 82-й минуте. В следующем сезоне Момо регулярно появлялся в стартовом составе канарцев, забив за турнир 3 мяча. Впервые в рамках Сегунды он забил 31 января 2004 года в домашнем поединке со всё тем же «Эльче». По завершении того турнира «Лас-Пальмас», испытывавший финансовые проблемы, оказался в зоне вылета и покинул Сегунду. Момо же подписал контракт с клубом «Депортиво» из Ла-Коруньи, но был отдан в аренду другой команде Примеры «Альбасете».
В первом же туре Примеры 2004/05 Момо дебютировал в элитном дивизионе, выйдя на 57-й минуте на замену в гостевой игре против «Севильи». А первый свой гол в Примере он забил 28 ноября 2004 года, когда на 47-й минуте увеличил преимущество «Альбасете» в счёте в победном (2:0) гостевом матче с «Малагой». По итогам сезона «Альбасете» занял последнее место в Примере и вылетел, а Момо вернулся в «Депортиво». 9 июля 2005 года состоялся дебют Момо еврокубках, когда он вышел на замену на 67-й минуте гостевой встречи с «Будучност» из Подгорицы в рамках второго раунда Кубка Интертото 2005. Однако в «Депортиво» Момо крайне редко появлялся на поле, а в стартовом составе вышел лишь однажды и в последнем туре чемпионата 2005/06. Сезон 2006/07 Момо провёл на правах аренды в сантандерском «Расинге», также крайне редко появляясь на поле в матчах Примеры.
В сезоне 2007/08 Момо оказался, также на правах аренды, в клубе Сегунды «Хересе». В этой команде он регулярно в течение сезона появлялся на поле, а «Херес» занял 15-е место в итоговой таблице. Следующий сезон стал историческим для «Хереса» и лучшим в карьере Момо. Андалусийская команда впервые в своей истории завоевала право выступать в Примере, а Момо с 17-ю мячами стал лучшим её бомбардиром в том чемпионате. Права на футболиста к тому времени принадлежали уже «Хересу». За «Херес» в Примере 2009/10 Момо провёл 26 матчей и забил 2 гола (все в ворота «Малаги» в гостевой победе со счётом 4:2).
Следующие полтора года Момо провёл в «Бетисе», который при нём добился возвращения в Примеру. В элитном дивизионе за «Бетис» Момо провёл на поле чуть более 20 минут и в начале 2012 года вернулся в родной «Лас-Пальмас», выступавший в то время в Сегунде. В Сегунде с «Лас-Пальмасом» Момо провёл следующие 3 с лишним года, регулярно появляясь в стартовом составе и забивая до 7 мячей за сезон. По итогам чемпионата 2014/15 «Лас-Пальмас» с Момо вернулся в Примеру.